# みどり市立大間々南小学校
みどり市立大間々南小学校（みどりしりつ おおままみなみしょうがっこう）は、群馬県みどり市大間々町大間々にある公立小学校。

## 所在地
- 群馬県みどり市大間々町大間々884

## 沿革
- 1873年（明治6年）
  - 11月 - 大間々学校開校。
  - 12月1日 - 桐原学校開校。
- 1885年（明治18年）1月 - 大間々学校が第150学区山田第五小学校となり、桐原学校を合併。
- 1886年（明治19年） - 山田第五小学校が山田第一尋常小学校となる。
- 1889年（明治22年） - 町村制施行により大間々町成立。山田第一尋常小学校が大間々尋常小学校となる。山田高等小学校第二分教場設置。
- 1891年（明治24年）4月 - 山田高等小学校第二分教場が独立し、山田第三高等小学校となる。
- 1892年（明治25年）12月20日 - 大間々尋常高等小学校設立。
- 1893年（明治26年）1月1日 - 大間々尋常小学校と大間々尋常高等小学校が合併し、大間々尋常高等小学校となる。
- 1895年（明治28年）4月26日 - 火災により焼失。
- 1941年（昭和16年）4月1日 - 国民学校令により、大間々国民学校と改称。
- 1947年（昭和22年）4月1日 - 学制改革により、大間々町立大間々小学校と改称。
- 1970年（昭和45年）
  - 2月28日 - 大間々南小学校校舎第一期工事完成。
  - 4月1日 - 大間々町立大間々南小学校新設（大間々小学校が大間々南小学校と大間々北小学校に分離）。
- 1972年（昭和47年）3月27日 - 校旗樹立式挙行。
- 1973年（昭和48年）5月15日 - 体育館竣工式挙行。
- 1974年（昭和49年）7月8日 - プール竣工式挙行。
- 1975年（昭和50年）10月24日 - 県指定学校給食指導発表会開催。
- 1976年（昭和51年）10月12日 - 昭和51年度優良PTAとして文部大臣賞受賞。
- 1977年（昭和52年）11月24日 - バックネット完成。
- 1978年（昭和53年）5月30日 - 飼育小屋完成。
- 1979年（昭和54年）
  - 4月 - 大間々南小学校が大間々南小学校と大間々東小学校に分離。
  - 11月24日 - 教育機器工事竣工。
- 1980年（昭和55年）3月31日 - 小鳥飼育小屋完成。
- 1981年（昭和56年）3月31日 - MLシステム一式設置。
- 1983年（昭和58年）3月28日 - 観察池完成。
- 1985年（昭和60年）8月31日 - 多目的ホール完成。
- 1986年（昭和61年）11月21日 - ちびっこ広場完成披露式挙行。
- 1987年（昭和62年）12月5日 - 体育館暖房設備設置。
- 1988年（昭和63年）
  - 2月25日 - 校歌碑除幕式挙行。
  - 11月10日 - 昭和63年度学校給食安全協力校として文部大臣表彰。
- 1989年（平成元年）4月 - プレイルーム完成。
- 1990年（平成2年）2月2日 - 創立20周年記念式典挙行。
- 1993年（平成5年）4月1日 - 文部省道徳教育推進校指定。
- 1994年（平成6年）11月1日 - 道徳教育研究発表会開催。
- 1996年（平成8年）
  - 4月1日 - 南小PTA親子20分間読書推進校指定。
  - 7月1日 - 西校舎1階を貸与する形で、学童保育開始。
- 1997年（平成9年）11月11日 - 親子20分間読書運動実践発表会開催。
- 1998年（平成10年）8月 - コンピュータ教室設置。
- 2000年（平成12年）1月29日 - 創立30周年記念式典挙行。
- 2001年（平成13年）11月1日 - 総合的な学習の時間実践発表会（町教委指定）開催。
- 2003年（平成15年）8月 - コンピュータ校内LAN敷設。
- 2004年（平成16年）8月 - 西校舎屋上防水工事実施。
- 2005年（平成17年）8月 - 体育館フロア改修工事実施。
- 2006年（平成18年）3月27日 - 山田郡大間々町、新田郡笠懸町、勢多郡東村の2町1村が合併したみどり市発足により、「みどり市立大間々南小学校」と改称。
- 2007年（平成19年）4月 - 小学校における英語活動等国際理解活動推進事業拠点校。同月、校舎水道用揚水ポンプ交換工事。
- 2009年（平成21年）8月 - 校舎耐震工事実施。
- 2010年（平成22年）1月 - 学校創立40周年記念式典挙行。
- 2019年（令和元年）10月26日 - 学校創立50周年記念式典挙行。

## 学区
- 大間々町大間々の一部（大間々五丁目 - 七丁目）[1][2]
- 大間々町桐原の一部（下桐原）

## 学校周辺
- ローソンみどり大間々町店 - 敷地が隣接
- 学校法人マイトリー学園大間々南幼稚園 - みどり市道をはさんで、敷地が隣接。
- 社会福祉法人柏 大間々保育園 - みどり市道をはさんで、敷地が隣接。
- 群馬県道73号伊勢崎大間々線
- みどり市大間々第七区公民館
- ミツバロジスティクス大間々流通センター
- 国道353号線
- 大間々郵便局
- みどり市役所大間々庁舎（旧:大間々町役場）
- 上毛電気鉄道上毛線赤城駅
- このほか、中小規模の工場や医療機関なども点在するほか、北側には旧大間々町中心部がある。